# Farcașa (okręg Neamț)
Farcașa – wieś w Rumunii, w okręgu Neamț, w gminie Farcașa. W 2011 roku liczyła 1099 mieszkańców.